# خوالوویتسه (ناحیه پراخاتیتسه)
خوالوویتسه (به چکی: Chvalovice) یک روستا، شهرداری و شهرستان جمهوری چک در جمهوری چک است که در ناحیه پراخاتیتسه واقع شده‌است. خوالوویتسه ۳٫۹۷ کیلومتر مربع مساحت و ۱۷۰ نفر جمعیت دارد و ۴۶۵ متر بالاتر از سطح دریا واقع شده‌است.